# بخش وال گراند

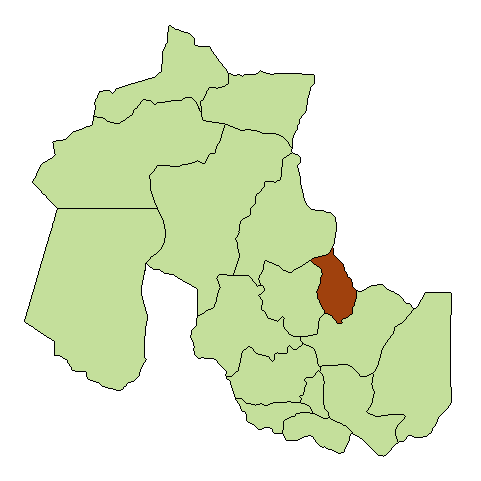

بخش وال گراند (به اسپانیایی: Departamento de Valle Grande) یک منطقهٔ مسکونی در آرژانتین است که در استان خوخوی واقع شده‌است.